# .md
.md es el dominio de nivel superior geográfico (ccTLD) para Moldavia.